# Jezernice (district de Přerov)
Pour les articles homonymes, voir Jezernice.
Jezernice (en allemand : Jesernik) est une commune du district de Přerov, dans la région d'Olomouc, en République tchèque. Sa population s'élevait à 664 habitants en 2020.

## Géographie
Jezernice se trouve sur la rive droite de la Bečva, un affluent de la Morava, à 4 km au nord-est du centre de Lipník nad Bečvou, à 19 km au nord-est de Přerov, à 28 km à l'est-sud-est d'Olomouc et à 237 km à l'est-sud-est de Prague.
La commune est limitée par Lipník nad Bečvou à l'ouest et au nord, par Milenov et Hranice à l'est, et par Týn nad Bečvou au sud.

## Histoire
La première mention écrite de la localité date de 1353.